# Tim Toupet
Tim Toupet (* 28. Oktober 1971 in Köln; bürgerlich: Tim Bibelhausen) ist ein deutscher Partyschlagersänger und Friseurmeister.

## Leben
Tim Toupet ist bereits die 3. Generation von Friseuren in seiner Familie und legte 1995 seine Meisterprüfung im Friseurhandwerk ab. Seinen ersten Friseursalon eröffnete er 1996 in Köln. Es folgten zwei weitere in Leverkusen und Pulheim. 1999 gründete er eine Eventagentur und die B und B GmbH. Dort produzierte er seinen selbst erfundenen und patentierten „Zick Zack Scheitelkamm“.
Sein erster selbstgeschriebener Song Du hast die Haare schön war ursprünglich als Marketingkampagne für seine Friseursalons geplant. Vier Songs erreichten die deutschen Single-Charts. Songs wie Ich bin ein Döner und Allee Alle – eine Straße viele Bäume wurden zu weiteren Hits. Heut ist so ein schöner Tag – Das Fliegerlied erreichte Platinstatus.
Seit fast 19 Jahren tritt Tim Toupet mehrmals wöchentlich im Bierkönig auf Mallorca auf, sowie auf vielen Großveranstaltungen in Deutschland, der Schweiz und Österreich. Seit etwa fünf Jahren geht seine internationale Karriere auch über Mallorca hinaus: Zum Oktoberfest in Brasilien füllte er an drei aufeinanderfolgenden Tagen die Hallen mit mehr als 40.000 Besuchern. Zudem ist er ein Stammkünstler auf den Kreuzfahrtschiffen der AIDA Cruises.
Neben der Musik ist Toupet weiterhin als Geschäftsmann aktiv und betrieb z. B. einen mobilen Event-Imbiss mit einer Bühne auf dem Dach. Dort verkaufte er Currywurst, während Künstler wie Jürgen Drews auf dem Dach ihre Songs zum Besten gaben. Im Zuge der Corona-Pandemie gründete er „Testorando“ – ein mobiles Corona-Testunternehmen mit Stützpunkten in Köln, Berlin, Stuttgart und Hamburg.
Sein 2023 veröffentlichter Song Bieraktivist gehörte zu den Saisonhits. Im selben Jahr zog er zusammen mit Carina Crone ins Sommerhaus der Stars ein. Im darauffolgenden Herbst trat er zusammen mit Isi Glück, Jürgen Milski und Lorenz Büffel bei der Wok-WM 2023 als „Team-Mallorca“ an.
Tim Toupet ist Vater von zwei Söhnen. Er betreibt in Pulheim einen Salon namens „Hair Concept“.

## Diskografie

### Alben
- 2010: Best Of Partyhits und das Fliegerlied

### Singles
- 2004: Yippie jaja yippie noch en Kölsch
- 2005: Du hast die Haare schön
- 2005: Eine neue Leber ist wie ein neues Leben (Coverversion des Schlagers Eine neue Liebe ist wie ein neues Leben von Jürgen Marcus)
- 2006: Humba Täterä (mit DJ Padre)
- 2006: Köllefornia
- 2007: Dabei ist alles
- 2008: Ich bin ein Döner
- 2008: Allee Allee (eine Straße, viele Bäume)
- 2008: ... So ein schöner Tag (Fliegerlied)
- 2009: Bobfahrerlied
- 2011: Ein Diamant
- 2011: Vater Abraham
- 2011: Unterhosenparty
- 2012: Ich sing e Leed för Dich (Offizielle Kölsche Version von I sing a Liad für di)
- 2012: Da sprach der Scheich zum Emir
- 2013: Knackarsch
- 2014: AHU
- 2014: Grossstadtjunge (ft. Howie Nuvo)
- 2014: Was ist denn los
- 2014: Schaschlikbud
- 2014: Tote Enten
- 2015: Tote Enten Party-Mix
- 2015: Jetzt geht es los
- 2015: Du hast die Hütte schön
- 2016: Nein nein nein nein sind wir nicht gewesen
- 2017: Wir sind alle gestört aber geil
- 2017: Du bist meine Nummer 1, 2, 3, 4
- 2017: Alkohol Blues
- 2017: Ich liebe Dich (obwohl Du ...) (feat. Frenzy Blitz)
- 2018: Inselverbot
- 2018: Sie sagte Malle
- 2018: Schön ist anders
- 2019: Henri Henrisson
- 2019: Du bist der Hammer
- 2020: Ausgehverbot
- 2021: Bello Donna
- 2023: Du hast ne geile Figur (mit Die Gräte)
- 2023: Bieraktivist (feat. DJ Cashi)
- 2023: Elotrans (Anspielung auf das Katermittel Elotrans)
- 2024: Dann leg ich Schlager auf (Mickie Krause feat. Tim Toupet)

## Auszeichnungen
- Ballermann-Award (Rekordhalter)
  - 2010: in der Kategorie „Bester Party-Act“
  - 2015: in der Kategorie „Bester Live-Act“
  - 2016
  - 2017
  - 2018: in der Kategorie „Entertainment“
  - 2019: in der Kategorie „Kult Hit Award“[19]